# Chiesa di San Martirio
La chiesa di San Martirio  è un luogo di culto cattolico presente nel XIV secolo a Villa d'Adda, in provincia e diocesi di Bergamo, sussidiaria della chiesa parrocchiale di Sant'Andrea.

## Storia
La piccola chiesa è citata in un atto notarile di vendita del 13 gennaio 1329 che vedeva Simone e Bertulino Rubiati vendete un appezzamento di terra a Guglielmo Avvocati. Il documento cita: “in territorio burgi de Villa Ripe Ardue […] a Sanctum Martirium” facente parte della pieve di Brivio, arcidiocesi di Milano e di rito ambrosiano. La dedicazione al santo Martirio indica la storia della chiesa molto più antica di quanto rilevato dalle documentazioni, ponendo questo edificio come il più antico della località. La sua edificazione e intitolazione farebbe considerare a una devozione privata, o voluta dalla piccola comunità di Villa di Basso, perché avesse un luogo di preghiera. A conferma la chiesa risulta avesse una gestione privata e autonoma fino al XV secolo. Nuovamente citata nel 1398 nel «Notizia cleri mediolanensis».
L'edificio di culto fu poi assegnato all'antica chiesa di Sant'Andrea in Catello. Furono unite in un unico beneficio che viene indicato come: “un solo beneficio in un unico corpo”. La chiesa però era oggetto di devozione da parte di tutti gli abitati la località e particolarmente dalla famiglia di Locatelli Guarischini. Alla morte di Pietro di Guarisco, gli eredi documentati nelle persone di Cristoforus et fratrus fecero decorare la prima campata dell'aula, allora coro della chiesa, con l'affresco raffigurante: Madonna in trono con i san Cristoforo e Pietro, il martirio di san Sebastiano e il martirio di santa Lucia. In quel periodo di fine Quattrocento la chiesa fu oggetto di lavori di restauro proprio grazie a questo lascito testamentario con nuove aperture laterali e il rifacimento della copertura. Ulteriori raffigurazioni non sono più decifrabili. Zano della famiglia Guarischini risulta citato nel 1491 in presenza in un atto di rinuncia e unione della chiesa di Santa Maria della Cuna, era probabilmente desiderio della famiglia di goderne del giuspatronato, cosa che invece passò alla famiglia Bernardi. Un successivo testamento del 1502 di Giorgio Guarischini con un legato a favore della chiesa e il diritto, appoggiato dagli abitanti la località, di nominarne il cappellano.

Con gli anni la famiglia si trovò in disaccordo con il parroco cittadino che lasciava il diritto di nomina del cappellano, ma non l'uso dei terreni che dovevano godere di un beneficio separato. Queste controversie portarono l'inerzia della gestione della chiesa, fino a ridurre l'edificio in uno stato di degrado e abbandono, situazione documentata e confermata nella visita pastorale di san Carlo Borromeo del 1583.
(Atto della visita diocesana di san Carlo Borromeo)
Nel 1610 la chiesa fu visitata da Federico Borromeo, e dalla sua relazione è possibile ricostruirne l'architettura. La copertura della chiesa era retta da due grandi archi in legno, era priva di pavimento e illuminata da due aperture poste a nord e a sud. L'edificio presentava molte precarietà: “oratorio sotto il titolo di S. Martirio minaccia rovina e imminente pericolo il celebrarvi”  e dal 1617, situazione che risulta ripetersi nel 1652 “questa chiesa ha bisogno di grandi riparazioni tanto al pavimento, quanto al tetto, quanto alle pareti, quanto ai tetti e utile sarebbe che quanto prima si restauri”.
La chiesa fu rimodernata e ampliata con autorizzazione del vescovo Giovanni Paolo Dolfin del 1796,con il rifacimento della zona presbiteriale e della facciata, mentre il XIX secolo vide il rifacimento del tetto e la facciata

## Descrizione

### Esterno
L'edificio di culto si trova sulla viabile urbana con la facciata a capanna affiancata dalla torre campanaria e anticipata da un breve marciapiede in ciottolato di fiume che segue nella parte sinistra del fabbricato formando un piccolo sagrato. Un porticato aperto ad arco anticipa la facciata e permette la presenza di un vano ripostiglio sul lato a sinistra e l'ingresso al campanile su quello destro. La piccola facciata ospita l'ingresso all'aula con paraste e architrave in pietra arenaria, e una piccola apertura sagomata atta a illuminare l'aula nella parte superiore

### Interno
La navata unica della chiesa ha una pavimentazione posta a una livello inferiore rispetto l'assetto stradale a conferma della sua antica realizzazione ed si divide in tre campate da doppie lesene terminanti dal capitello dorico che regge il cornicione dove s'imposta la volta a crociera. Tracce degli affreschi risalenti al XVI secolo sono presenti nelle prime due campate. La zona presbiteriale anticipata dall'arco trionfale completo di due importanti colonne in murature complete di capitelli corinzi da dove s'imposta la volta che termina con il coro absidato.